# Сонні Бой Вільямсон II
Са́нні Бой Ві́льямсон II (англ. Sonny Boy Williamson II, справжнє ім'я: А́лек Форд Мі́ллер, англ. Aleck Ford Miller; 5 грудня 1912, Глендора, Міссісіпі, США — 25 травня 1965, Вест-Гелена, Арканзас, США) — американський блюзовий співак.
Алек «Райс» Міллер — один з найвидатніших виконавців на губній гармоніці та блюзових композиторів, що залишив багату музичну спадщину, зокрема записані для лейблів Trumpet і Checker пісні «Eyesight to the Blind», «Help Me», «Your Funeral and My Trial», «Fattening Frogs for Snakes», «Nine Below Zero», «Mighty Long Time», «Unseeing Eye» та багато інших.

## Ранні роки
Алек «Райс» Форд Міллер народився приблизно 5 грудня 1912 року (дата народження достеменно невідома і базується на даних перепису населення та спогадах його сестер) на плантації поблизу Глендори в штаті Міссісіпі. Його мати, Міллі Форд, згодом одружилася з Джимом Міллером. До початку 30-х років Міллер жив і працював на плантації Плезантв'ю в Мані, штат Міссісіпі з вітчимом, орендарем Джимом Міллером, чиє прізвище носив, та матір'ю. Алек Міллер був людиною схильною до вигадок, містифікацій та відвертої брехні, тому дати його народження коливались від 1894 до 1912 років, а неповний перелік імен складався з Алек Форд, Алек Міллер, Алекс Міллер, Віллі Міллер та Райс Міллер.
На відміну від багатьох блюзменів свого часу, Міллер мав досить стабільне сімейне життя і жив удома до вісімнадцяти років, коли почав грати на вулицях, церковних зібраннях та базарах з Робертом Джонсоном і Робертом Локвудом-молодшим та подорожувати штатами Міссісіпі та Арканзас. Більша частина зароблених грошей витрачалася на алкоголь та азартні ігри. В ці часи він використовував псевдоніми Райс Міллер, Віллі Міллер, В. М., Гармоніка Бловін Слім, Літтл Бой Блю. Згідно з дослідженнями Вільяма Доног'ю, вже 1939 року (тобто п'ятьма роками раніше Мадді Вотерса) Роберт Локвуд-молодший та Алек «Райс» Міллер почали грати електричний блюз у чиказькому стилі: Роберт обладнав свою гітару звукознімачем і підсилювачем, а Міллер підключав мікрофон до автомобільного радіо або музичного автомата, аби привернути увагу вуличного натовпу. Близько 1938 року Міллер одружився з Мері Бернетт, зведеною сестрою Гауліна Вулфа, і вчив останнього грі на губній гармоніці. Наприкінці 30-х під псевдонімом «Літтл Бой Блю» вів радіошоу WEBQ у Гаррісбурзі, штат Іллінойс.

## РадіошоуKing Biscuit Timeта ін.
Наприкінці 1941 року Сем Андерсон, керівник і співвласник щойно створенної радіостанції KFFA в Гелені, штат Арканзас, погодився надати блок часу блюзовим музикантам за умови, що вони знайдуть спонсора. Спонсором блюзменів виступив Макс Мур, власник компанії Interstate Grocer Company, що продавала борошно King Biscuit Flour, так народилося радіошоу King Biscuit Time. Шоу вперше вийшло в ефір 21 листопада 1941 року за участю Алека «Райса» Міллера та Роберта Локвуда-молодшого, які грали наживо в студії.
З метою популяризації шоу Макс Мур вирішив представити Міллера як «Сонні Боя Вільямсона», широко відомого на той час виконавця на губній гармоніці. Міллер, своєю чергою, погодився з цим рішенням, що стало великою помилкою, яка переслідувала його все життя. Радіошоу виявилось надзвичайно успішним. Завдяки йому Сонні Бой II став музичною зіркою дельти Міссісіпі в радіусі 80 км від Гелени. За настійною вимогою Локвуда до шоу долучились гітарист Джо Віллі Вілкінс, барабанщик Джеймс «Пек» Кертіса і піаністи Дадлоу Тейлор та інколи Віллі Лав. Згодом їх замінив Пайнтоп Перкінс. Серед інших музикантів, що брали участь у шоу, були гітаристи Роберт Найтгок та Г'юстон Стекхауc. П'ять днів на тиждень шоу виходило в ефір о 12:15, а суботами виконавці King Biscuit Time мандрували усією північною дельтою Міссісіпі на вантажівці й виступали біля продуктових магазинів. Оскільки радіус мовлення KFFA був обмежений, Сонні Бой II згодом проводив радіопередачі в Літл-Році, Арканзас та Белзоні, Міссісіпі, поза зоною досяжності KFFA. З 1944 року Сонні Бой II багато подорожував і брав участь у King Biscuit Time лише коли був у Гелені, а з 1947 остаточно залишив шоу.
1947 року Міллер перебрався до Белзоні, штат Міссісіпі, де жив Елмор Джеймс. Разом з Джеймсом вони рекламували сироп «Талахо» і вели трансляцію з аптеки О. Дж. Тернера в Белзоні на радіостанції WAZF у Язу-Сіті та грінвілльською WGVM. Водночас разом з Елмором Джеймсом і Артуром «Біг Боєм» Крудапом вони гастролювали Дельтою Міссісіпі. У 1948—1950 роках Алек Міллер оселився разом з Гауліном Вулфом у Вест-Мемфісі, штат Арканзас, і рекламував на радіо KWEM еліксір «Гадакол». У Вест-Мемфісі Сонні Бой познайомився з гітаристом-початківцем на ім'я Райлі Бі Кінг, надав йому можливість взяти участь у радіошоу, а згодом також виступити разом в нічному клубі.

## Звукозаписи
Попри велику місцеву та регіональну популярність, Алек Міллер був не дуже зацікавлений у студійному записі. Проте власниця лейблу Trumpet Records Ліліан Макмаррі з Джексона, штат Міссісіпі, відчула його талант і повірила в успіх. Вона розшукала в Белзоні та переконала Міллера, який підписав з нею в грудні 1950 року контракт черговим ім'ям Віллі «Сонні Бой» Вільямсон. Перший студійний запис відбувся 4 січня 1951 року в Джексоні. Окрім Алека Райса Міллера в ньому взяли участь піаніст Віллі Лав, гітаристи Елмор Джеймс та Джо Віллі Вілкінс, ударник Джо Дайсон. Записана того дня «Eyesight To The Blind» стала блюзовим стандартом і 2022 року увійшла до Зали слави блюзу, як «Класичний блюзовий запис» Співпраця з Trumpet Records тривала до 1954 року, коли Макмаррі через фінансові проблеми продала контракт з Сонні Боєм II, за цей час було записано понад 30 пісень, зокрема «Nine Below Zero», «Stop Crying», «West Memphis Blues» та один з найкращих записів у каталозі «Mighty Long Time»
Контракт на запис перейшов у власність Леонарда Чесса в Чикаго і відтоді платівки Сонні Боя II видавалися Checker Records, дочірнім лейблом Chess. На першій сесії, що відбулася 13 серпня 1955 у чиказькій студії Chess, Алеку Міллеру акомпанував гурт Мадді Вотерса — Вотерс і Джиммі Роджерс (гітари), Отіс Спенн (фортепіано), Віллі Діксон (бас) та Фредді Белоу (барабани). Разом вони записали композиції першого синглу Сонні Боя II, який того ж року увійшов до десятки кращих R&B-хітів, «Don't Start Me to Talking» та «All My Love in Vain». Записані того дня «Work with Me», «Good Evening Everybody» та «You Killing Me» увійшли до альбому One Way Out (Chess CHV-417). Під час наступного студійного запису Міллер запросив свого старого партнера з півдня, Роберта Локвуда-молодшого, добре знайомого з його музичним стилем і здатного забезпечити ідеальний гітарний супровід для музики Сонні Боя II. Вродовж наступних восьми років Міллер створив і записав для Chess 70 композицій, зокрема «Cross My Heart», «Checking Up on My Baby», «Your Funeral and My Trial», «Bring It On Home», «Help Me» та «My Younger Days».

## Європейське турне та останні роки
У 1963 році Райс Міллер здійснив свою першу подорож за кордон у рамках фестивалю American Folk Blues Festival, виступав у Британії, Данії, Франції та Німеччині. Особливо тепло його приймали британські прихильникі блюзу, він залишився на кілька місяців у Лондоні, наступного року знов брав участь у фестивалі. Здійснив кілька записів: з The Yardbirds та Еріком Клептоном, з The Animals, клавішником Брайаном Огером та гітаристом Джиммі Пейджем. Композиція «Help Me» у його виконанні стала британським хітом.
Під час свого перебування в Англії Міллер охоче й часто давав інтерв'ю європейським ентузіастам блюзу. Зокрема, він досить відверто спілкувався (хоча й брехав про своє ім'я та вік) з журналістами британського «Blues Unlimited Magazine», які зовсім не розуміли контексту, в якому він прожив життя в Дельті. Натомість американські журналісти, які цей контекст добре розуміли, повністю ігнорували його діяльність і не брали в нього інтерв'ю через расові упередження. Через ці обставини більшість американських довідок про його життя використовують інформацію з других рук і просякнуті дезінформацією та невідповідностями.
Низку своїх найкращих робіт, вільних від правил Chess, Райс Міллер записав для данської Storyville Records. У Європі він записувався у кількох форматах: з Мемфісом Слімом на фортепіано (Sonny Boy Williamson and Memphis Slim, Disques Vogue 1964), з Меттом «Гітарою» Мерфі, з Мадді Вотерсом, зі своїми колегами по Американському фолк-блюзовому фестивалю (у різний час Віллі Діксоном, Г'юбертом Самліном, Біллі Степні, Кліфтоном Джеймсом, Саннілендом Слімом, Отісом Спенном та іншими) (Sonny Boy Williamson — Final Sessions 1963-4, Blue Night Records) та сольно.
1965 року Райс Міллер повернувся до Сполучених Штатів, подорожував Дельтою Міссісіпі, прощався з друзями та пам'ятними місцями. Інколи брав участь у King Biscuit Time. Помер 25 травня 1965 року у Гелені від серцевого нападу уві сні.

## Визнання
У 1980 році ім'я Санні Бой Вільямсона II внесено до Зали слави блюзу.
- 1986 The Chess Years–Sonny Boy Williamson (Charly-Chess Box/England) Blues Music Awards в категорії «Найкращий перевиданий альбом року»
- 1987 «Help Me» (Checker 1963) визнано «Класичним блюзовим записом» у Залі слави блюзу[18]
- 1988 Down and Out Blues (Chess) Blues Music Awards в категорії «Найкращий перевиданий альбом року»
- 1991 «Nine Below Zero» (Trumpet 1951) визнано «Класичним блюзовим записом»[19]
- 1996 «Don't Start Me Talkin'» (Checker 1955) визнано «Класичним блюзовим записом»[20]
- 2007 Down and Out Blues (Checker 1960) визнано «Класичним блюзовим альбомом»[21]
- 2008 Сoнні Боя Вільямсона II внесено до Зали слави митців Арканзаса[22]
- 2022 «Eyesight to the Blind» (Trumpet 1951) визнано «Класичним блюзовим записом»[23]

## Дискографія

### Альбоми
- 1959 Down and Out Blues (Checker LP-1437)
- 1963 Portraits In Blues Vol. 4 (Storyville SLP 158)
- 1963 The Blues Of Sonny Boy Williamson Vol. 2 (Storyville SLP 170)
- 1964 Sonny Boy Williamson and Memphis Slim (Disques Vogue LD. 639-30); з Мемфісом Слімом
- 1965 Sonny Boy Williamson & The Yardbirds (Fontana TL 5277)
- 1965 The Real Folk Blues (Chess LP-1503)
- 1966 More Real Folk Blues (Chess LP/LPS-1509)
- 1968 Don't Send Me No Flowers (Marmalade 608004)
- 1969 Bummer Road (Chess LP-1536)
- 1975 One Way Out (Chess CHV-417)
- 1975 The Animals with Sonny Boy Williamson (Charly CR 30199)

### Компіляції
- 1967 «The Original» Sonny Boy Williamson (Blues Classics BC 9)
- 1970 Sonny Boy Williamson: King Biscuit Time (Arhoolie 2020)
- 1989 Sonny Boy Williamson & Willie Love: Clownin' With The World (Acoustic Archives AA-700)
- 1991 Sonny Boy Williamson: Goin' In Your Direction with B.B. King, Arthur 'Big Boy' Crudup and Willie Love (Acoustic Archives AA-801)
- 2006 Sonny Boy Williamson: Cool Cool Blues. The Classic Sides 1951—1954 (JSP CD 7766)

### Сингли
- 1951 «Eyesight To The Blind» / «Crazy About You Baby» (Trumpet 129)
- 1951 «Do It If You Want» / «Cool, Cool Blues» (Trumpet 139)
- 1951 «Stop Crying» / «Come On Back Home» (Trumpet 140)
- 1951 «West Memphis Blues» / «I Cross My Heart» (Trumpet 144)
- 1951 «Sonny Boy's Christmas Blues» / «Pontiac Blues» (Trumpet 145)
- 1952 «Mighty Long Time» / «Nine Below Zero» (Trumpet 166)
- 1952 «Stop Now Baby» / «Mr. Down Child» (Trumpet 168)
- 1953 «Too Close Together» / «Cat Hop» (Trumpet 212)
- 1953 «She Brought Life Back To The Dead» / «Gettin' Out Of Town» (Trumpet 215)
- 1953 «Going in Your Direction» / «Red Hot Kisses» (Trumpet 216)
- 1954 «Empty Bedroom» / «From the Bottom» (Trumpet 228)
- 1955 «Don't Start Me Talkin'» / «All My Love in Vain» (Checker 824)
- 1956 «Let Me Explain» / «Your Imagination» (Checker 834)
- 1956 «Keep It To Yourself» / «The Key» (Checker 847)
- 1957 «Fattening Frogs for Snakes» / «I Don't Know» (Checker 864)
- 1958 «Born Blind» / «Ninety Nine» (Checker 883)
- 1958 «Your Funeral and My Trial» / «Wake Up Baby» (Checker 894)
- 1958 «Cross My Heart» / «Dissatisfied» (Checker 910)
- 1959 «Let Your Conscience Be Your Guide» / «Unseeing Eye» (Checker 927)
- 1960 «The Goat» / «It's Sad to Be Alone» (Checker 943)
- 1960 «Temperature 110» / «Lonesome Cabin» (Checker 956)
- 1960 «Trust My Baby» / «Too Close Together» (Checker 963)
- 1961 «Stop Right Now» / «The Hunt» (Checker 975)
- 1962 «One Way Out» / «Nine Below Zero» (Checker 1003)
- 1963 «Help Me» / «Bye Bye Bird» (Checker 1036)
- 1963 «Trying To Get Back On My Feet» / «Decoration Day» (Checker 1065)
- 1966 «Bring It on Home» / «Down Child» (Checker 1134)